# Kapel van Gerheide

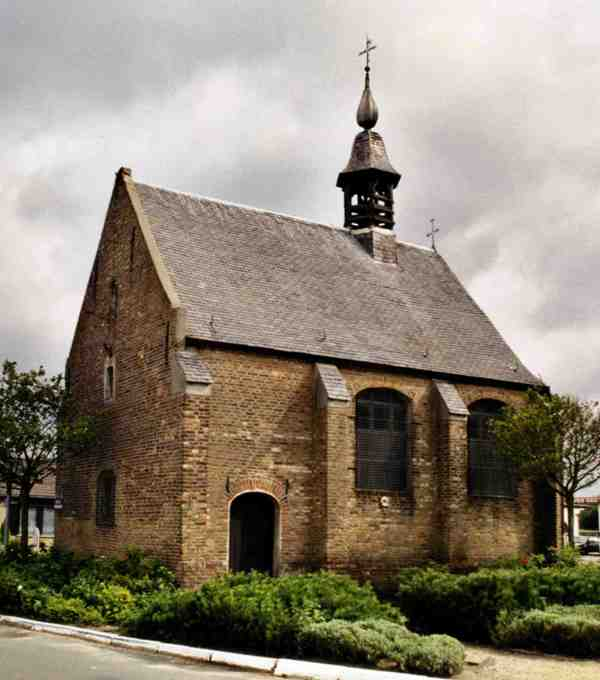
Kapel van Gerheide

De Kapel van Gerheide is een kapel in de tot de Antwerpse gemeente Balen behorende plaats Gerheide, gelegen aan de Endstraat.
De kapel werd gebouwd omstreeks 1650. Ze is gewijd aan Johannes de Doper en werd gebouwd door de bewoners om gevrijwaard te worden van veepest.
De kapel werd enkele malen vergroot en verbouwd, en in 1682 werd toestemming verleend om missen in de kapel op te dragen. In 1693 werd de kapel daartoe nog uitgebreid om in 1694 te worden ingewijd.
Zo ontstond de huidige kapel, in gotische stijl met barokke elementen. Het kapelletje heeft een zadeldak dat wordt gesierd door een klokkentorentje met een helmdak. De kapel werd in 1988-1989 gerestaureerd.
In de kapel vindt men een 18e-eeuws retabelaltaar en een kopie van een 17e-eeuws Sint-Jansbeeld.